# Ford Escort (Северная Америка)

## Первое поколение

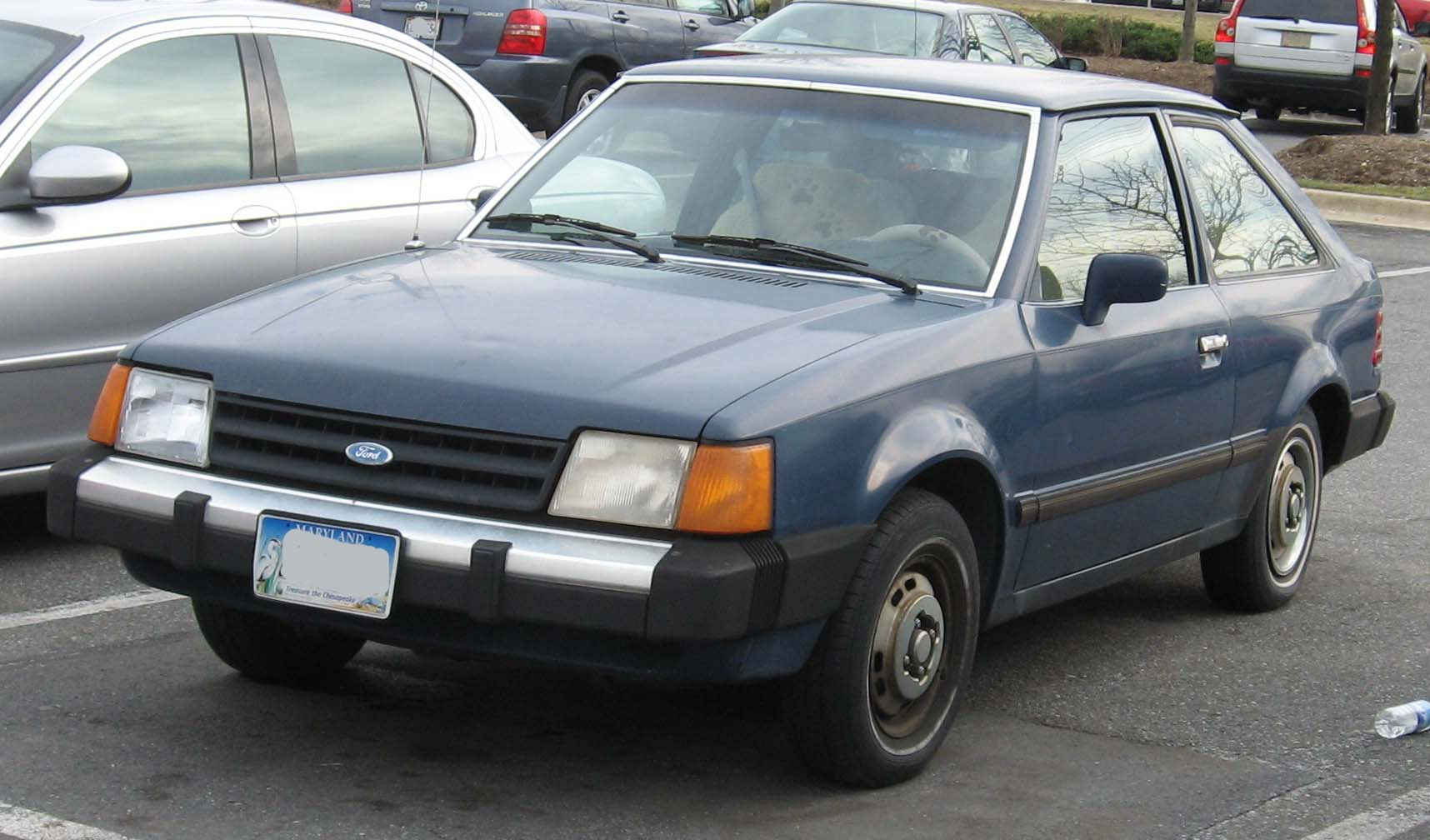
Ford Escort 1

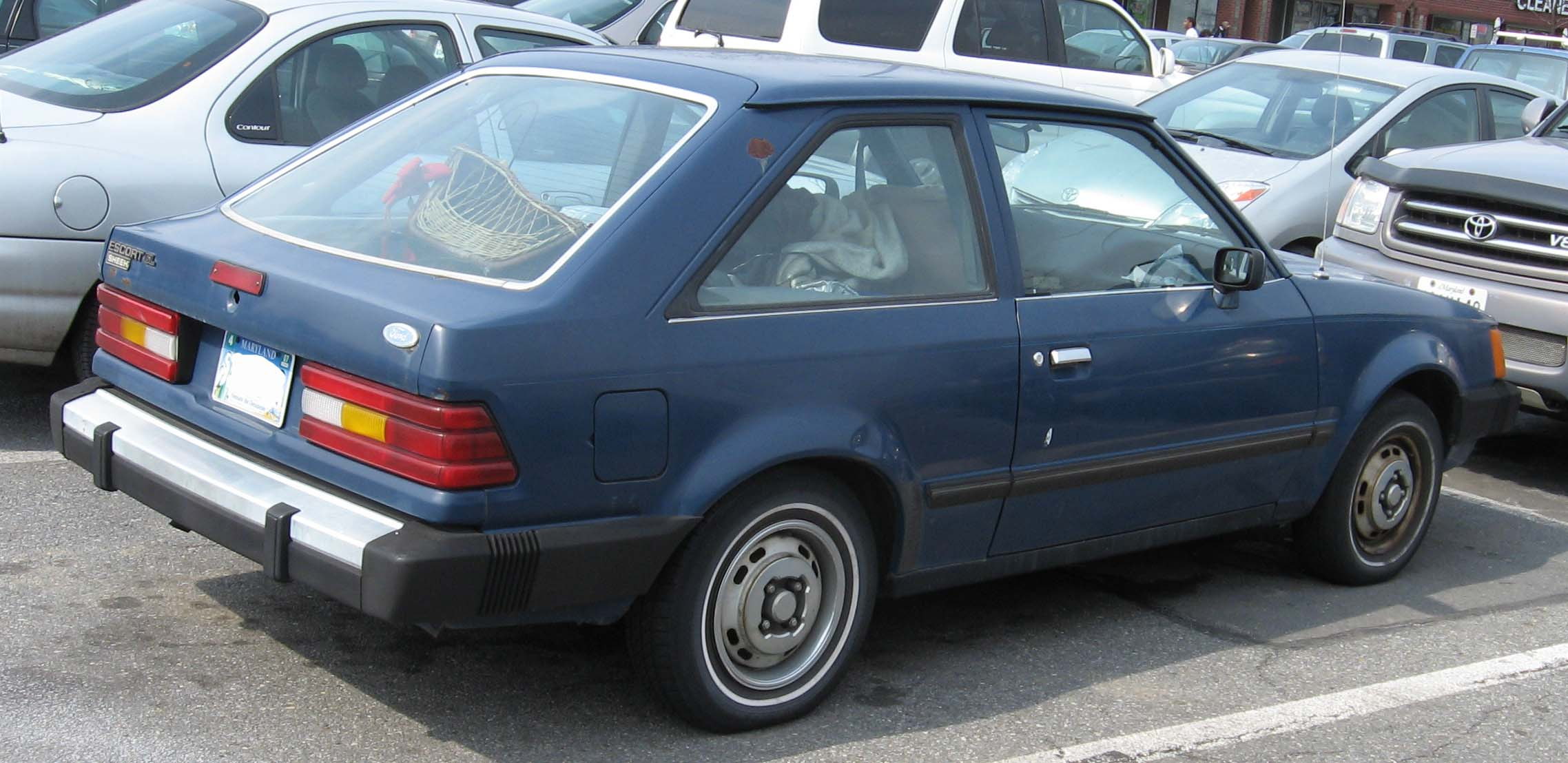
Ford Escort 1

Весной 1981 году компания Ford представила Escort для американского рынка, автомобиль был похож на европейскую модель, но с существенной разницей. Сначала предлагался только трехдверный хетчбэк. В начале 1982 года представлен пятидверный хетчбэк и универсал. Программа была разделена на базовую модель, L, GL, GLX и спортивный SS. Весной 1982 года спортивную модификацию SS переименована в GT. В 1985 году модель обновили. Весной 1988 года, модель обновили изменив переднюю часть и задние фонари. В 1990 году производство первого поколения было прекращено.

## Второе поколение

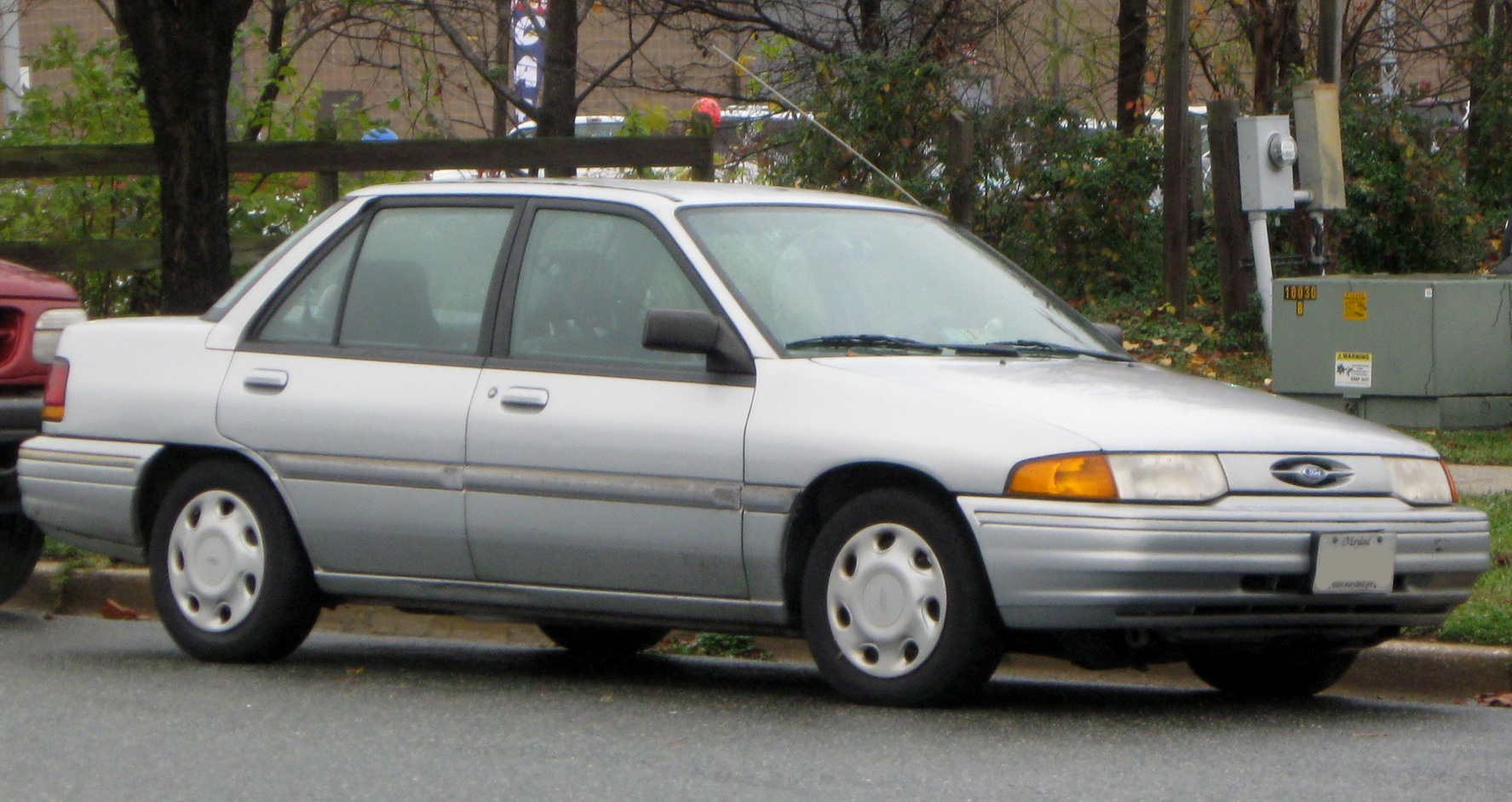
Ford Escort 2

Летом 1990 появилось второе поколение Escort. Автомобиль получил более длинную колёсную базу (250 вместо 239 см) и кроме имени не имел ничего общего с европейской моделью. Новый Escort представляет собой видоизменённый Ford Laser третьего поколения, который построен на основе Mazda 323. Автомобиль предлагался как трех- и пятидверный хетчбэк, четырёхдверный седан и пятидверный универсал, в комплектациях Pony, LX или GT. На машину устанавливали 1,9-литровый четырёхцилиндровый двигатель от предыдущей модели, а GT, оснащался 1,9-литровым DOHC (129 л. с. / 95 кВт) от Mazda. Автомобили комплектовались пятиступенчатой механической или четырёхступенчатой автоматической коробками передач. В 1995 году Escort получил новую приборную панель. Escort второго поколения производился до весны 1997 года и разошёлся тиражом 1 740 000 автомобилей.

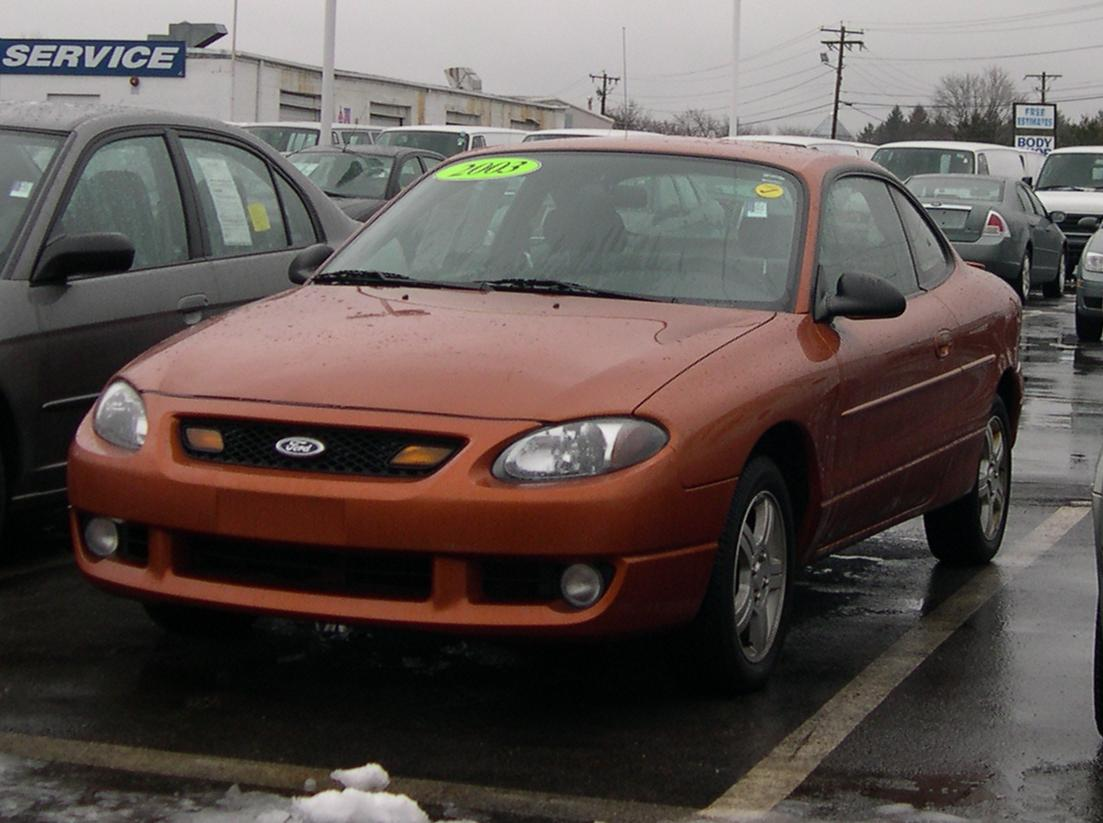
2003 Ford ZX2

## Продажи
| Год               | Американские продажи |
| ----------------- | -------------------- |
| 1999              | 260 486              |
| 2000              | 110 736              |
| 2001              | 90 503               |
| 2002              | 51 857               |
| 2003 (только ZX2) | 25 473               |
| 2004 (только ZX2) | 1210                 |